# (100789) 1998 FK74
(100789) 1998 FK74 es un asteroide perteneciente al cinturón de asteroides descubierto el 21 de marzo de 1998 por Wolf Bickel desde el Observatorio de Bergish Gladbach, Bergisch Gladbach, Alemania.

## Designación y nombre
Designado provisionalmente como 1998 FK74.

## Características orbitales
1998 FK74 está situado a una distancia media del Sol de 2,172 ua, pudiendo alejarse hasta 2,446 ua y acercarse hasta 1,897 ua. Su excentricidad es 0,126 y la inclinación orbital 1,419 grados. Emplea 1169,56 días en completar una órbita alrededor del Sol.

## Características físicas
La magnitud absoluta de 1998 FK74 es 16,8. 